# Romolo Sforza
Romolo Sforza (Roma, 8 gennaio 1920 – Roma, 14 dicembre 1987) è stato un calciatore italiano, di ruolo centrocampista.

## Carriera
Ha giocato in Serie A con Lazio e Palermo.

## Palmarès
- Campionato italiano di Serie B: 1

Palermo: 1947-1948
- Campionato italiano Serie C: 1

Stabia: 1950-1951